# Kom til Alaska
Kom til Alaska (original engelsk titel: North to Alaska) er en amerikansk westernfilm fra 1960 med John Wayne.
Filmen blev instrueret af Henry Hathaway.

## Roller
| Skuespiller        | Rolle            |
| ------------------ | ---------------- |
| John Wayne         | Sam McCord       |
| Stewart Granger    | George Pratt     |
| Ernie Kovacs       | Frankie Canon    |
| Fabian             | Billy Pratt      |
| Capucine           | Michelle "Angel" |
| Mickey Shaughnessy | Peter Boggs      |
| Karl Swenson       | Lars Nordquist   |
| Kathleen Freeman   | Lena Nordquist   |
| John Qualen        | Logger           |
| Stanley Adams      | Breezy           |
| Stephen Courtleigh | Duggan           |
| Lilyan Chauvin     | Jenny Lamont     |